# Thomas Nast
Thomas Nast (27 de septiembre de 1840-7 de diciembre de 1902) fue un caricaturista germano-estadounidense de finales del siglo XIX. Se le considera como uno de los padres de la caricatura política de los Estados Unidos.

## Juventud y formación
Thomas Nast nació en la ciudad alemana de Landau in der Pfalz (en el Palatinado Renano), hijo de un músico perteneciente al 9.º regimiento de Baviera.  En 1846, cuando tenía seis años de edad, su madre lo llevó a Nueva York, donde estudió artes aproximadamente durante un año con Alfred Fredericks y Theodore Kaufmann en la National Academy of Design. A la edad de quince años comenzó a trabajar como diseñador para el periódico Frank Leslie's Illustrated Newspaper, y tres años después para el Harper's Weekly.

## Carrera

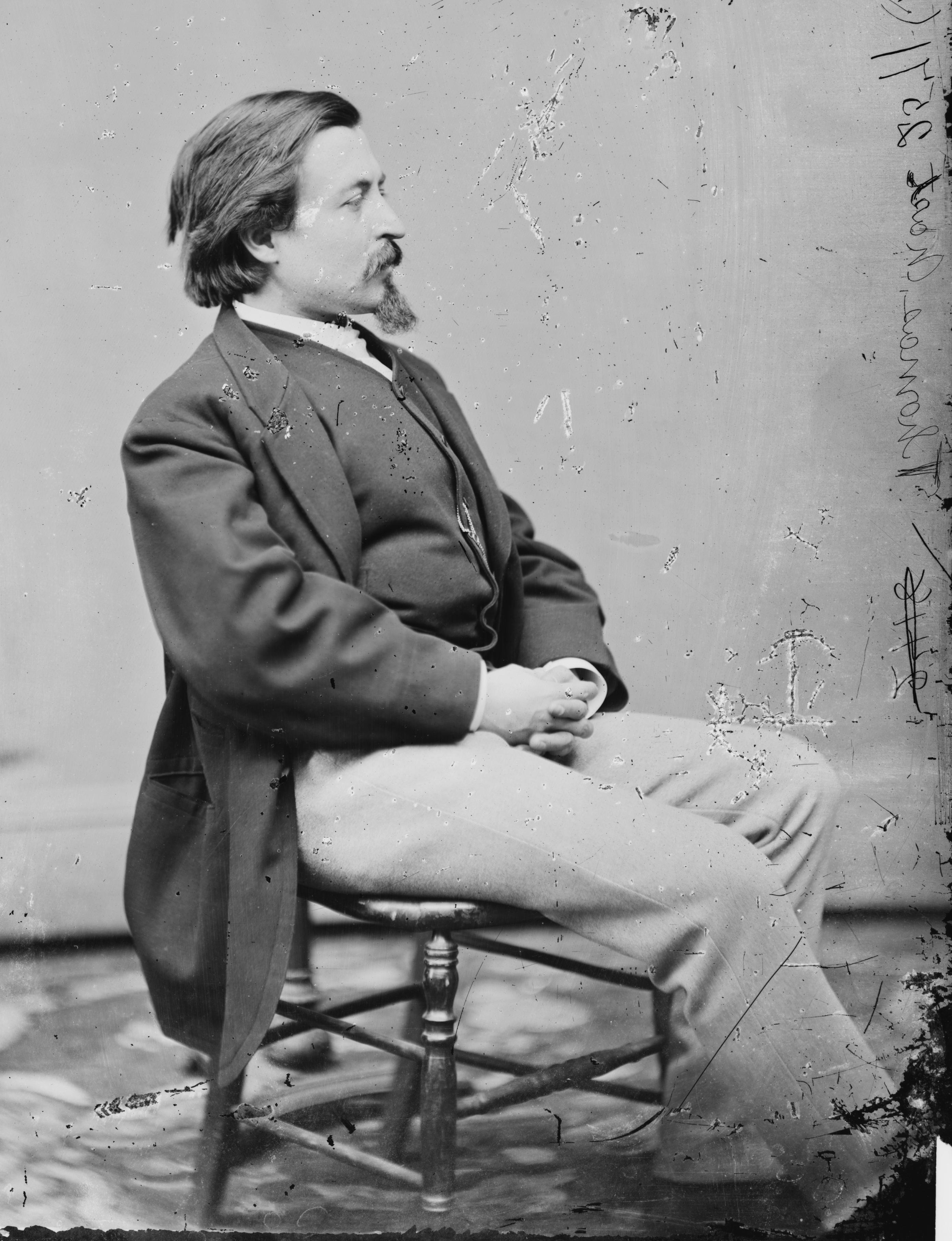
Fotografía de Nast.

Nast dibujó para la revista Harper durante dos periodos, el primero de 1859 a 1860 y el último a partir de 1862 hasta 1886. En 1860 viajó a Inglaterra para el New York Illustrated News con el objeto de presenciar un combate de boxeo entre Heenan y Sayers, y después se unió a  Garibaldi en Italia como artista para el Illustrated London News. Las historietas y los artículos de Nast acerca de la campaña militar de Garibaldi para unificar Italia capturaron la imaginación popular en los Estados Unidos. En 1861 contrajo matrimonio con Sarah Edwards.
Su primer trabajo serio en caricatura fue la historieta "Peace" en contra de aquellos en el Norte que se oponen a la continuación de la Guerra de Secesión. Esta y otras de sus historietas que realizó durante los días de la guerra civil y de la reconstrucción fueron publicadas en el Harper's Weekly. Fue conocido por dibujar campos de batalla en la frontera y en los estados del sur. Estos le valieron el interés del público y del presidente Abraham Lincoln quien lo llamó «nuestro mejor sargento de reclutamiento». En consecuencia más adelante, Nast se opondrá fuertemente al presidente Andrew Johnson y a su política de reconstrucción.

### Campaña contra el "Tweed Ring"

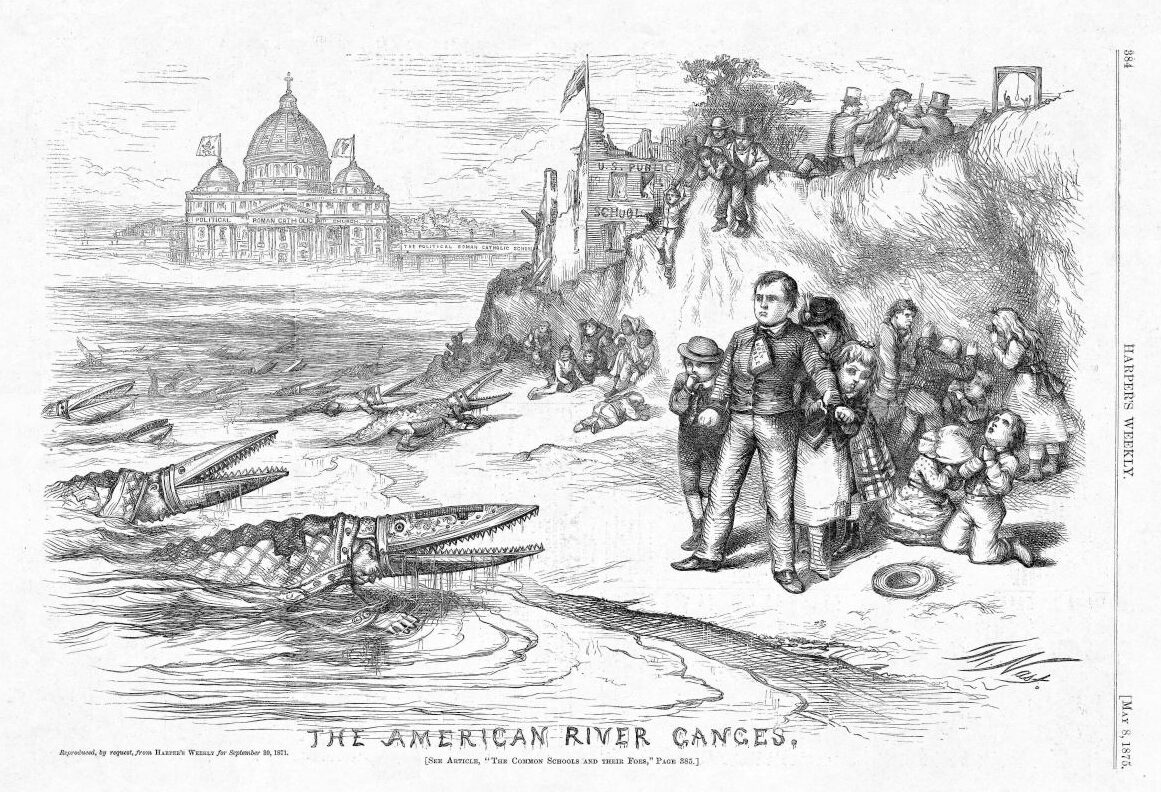
The American River Ganges.

Las ilustraciones de Nast contribuyeron a la caída del político William Tweed, también conocido como "Boss". Tweed temía tanto el lápiz de Nast que envió un emisario que le propuso un soborno de 500 000 dólares para terminar su campaña anti-Tweed y para abandonar el país. Nast rechazó la oferta y redobló sus ataques. Tweed fue arrestado en 1873 y condenado por fraude. Cuando el Boss intentó escaparse de la justicia en diciembre de 1875, huyendo hacia Cuba y de allí a España, los funcionarios encargados de detenerlo en Vigo pudieron identificarlo gracias a los dibujos de Nast.
Para Nast, las comunidades de inmigrantes irlandeses habían permitido popularizar el nombre de Tweed. Por esta razón, y también porque Nast era anticatólico y nativista —es decir, estaba en contra de la llegada de inmigrantes a Estados Unidos— presentaba a menudo a la comunidad irlandesa y al clero católico bajo una luz poco favorable. En 1875, en una de sus ilustraciones titulada The American River Ganges, Nast representó a los obispos católicos bajo las características de cocodrilos listos para atacar a familias estadounidenses.
En general sus caricaturas políticas apoyaron a los indios norteamericanos, estadounidenses chinos y abogaron por la abolición de la esclavitud. Nast también trató temas vinculados con la segregación y con la violencia del Ku Klux Klan, que fueron detallados en una de sus más famosas caricaturas "Worse than Slavery" (Peor que la esclavitud), en la cual representó a una familia negra cuya casa es destruida por un incendio provocado intencionadamente, al mismo tiempo se ve a dos miembros del Ku Klux Klan apretándose la mano como señal de victoria de su acto destructivo contra los bienes de los negros estadounidenses.

### Política
La revista Harper's Weekly y Nast desempeñaron un papel esencial en las elecciones de Ulysses S. Grant en 1868 y en 1872. En la campaña de 1872, la ridiculización de la candidatura de Horace Greeley por parte de Nast no tuvo piedad. Nast se volvió un amigo personal del presidente Grant y sus familias compartían cenas regularmente hasta la muerte de Grant (1885). Por otra parte Nast animó al antiguo presidente a escribir su autobiografía mientras éste luchaba contra el cáncer.
Nast se mudó a Morristown (Nueva Jersey) en 1872 y vivió muchos años allí. En 1873 viajó por los Estados Unidos dando conferencias y presentando sus obras; reiteró estas actividades en 1885 y 1887.
Compartía las opiniones políticas de su amigo Mark Twain y permaneció numerosos años fiel a las ideas republicanas. Nast se oponía a la inflación de la moneda y, para ilustrar la situación, caricaturizó a un bebé en andrajos. Desempeñó un rol importante en la elección presidencial de Rutherford B. Hayes en 1876. Hayes afirmó más tarde sobre Nast que era «"la más potente de las ayudas" que él había recibido». Pero el ilustrador pronto terminó por perder sus ilusiones sobre Hayes, quien criticaba la política de pacificación del Sur. El Harper's se negó a darle libertad a Nast para atacar a Hayes; con la muerte de Fletcher Harper en 1877, Nast había perdido un importante apoyo en la revista y sus contribuciones se hicieron cada vez menos frecuentes. Thomas Nast se concentró en las pinturas al óleo y en la ilustración de libros, pero tal producción no puede compararse a la de sus caricaturas.
En 1890 publicó "Thomas Nast's Christmas Drawings for the Human Race". Además contribuyó con ilustraciones en distintas publicaciones, pero debido a las nuevas técnicas de ilustración y la llegada de jóvenes talentos, no disfrutó del éxito que tuvo en años anteriores. En 1892 tomó el control de una revista en decadencia, llamada New York Gazette, y la renombró como Nast's Weekly. De vuelta en el seno republicano, Nast utilizó su revista para publicar caricaturas de apoyo a Benjamin Harrison, candidato a la reelección presidencial. Pero la revista apenas tuvo impacto y cesaron las publicaciones poco después de la derrota de Harrison.
En 1902 Theodore Roosevelt lo designó cónsul general de los Estados Unidos en Guayaquil (Ecuador). Durante un brote mortal de fiebre amarilla, Nast cumplió las numerosas misiones diplomáticas y comerciales que le fueron encargadas. A la edad de sesenta y dos años, en 1902, murió a causa de la fiebre amarilla contraída en Guayaquil. Su cuerpo retornó a los Estados Unidos y fue sepultado en el Cementerio Woodlawn, en Bronx, Nueva York.

## Mejores trabajos

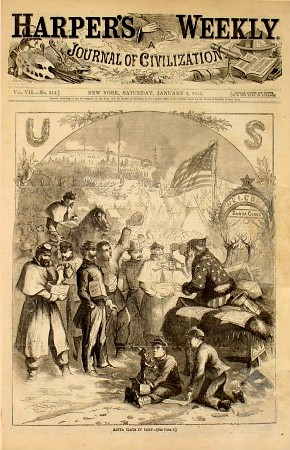
Versión de Santa Claus publicada en la portada del Harper's Weekly, el 3 de enero de 1863.
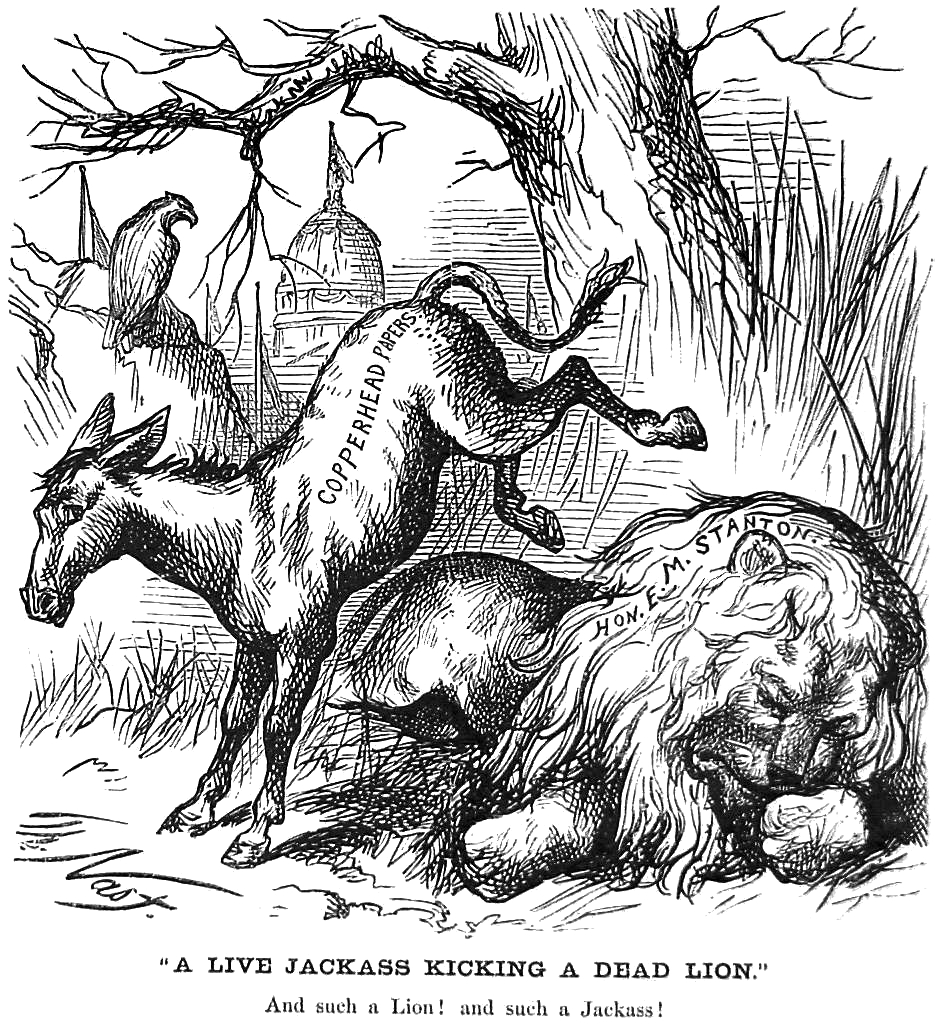
El Burro del Partido Demócrata de los Estados Unidos.
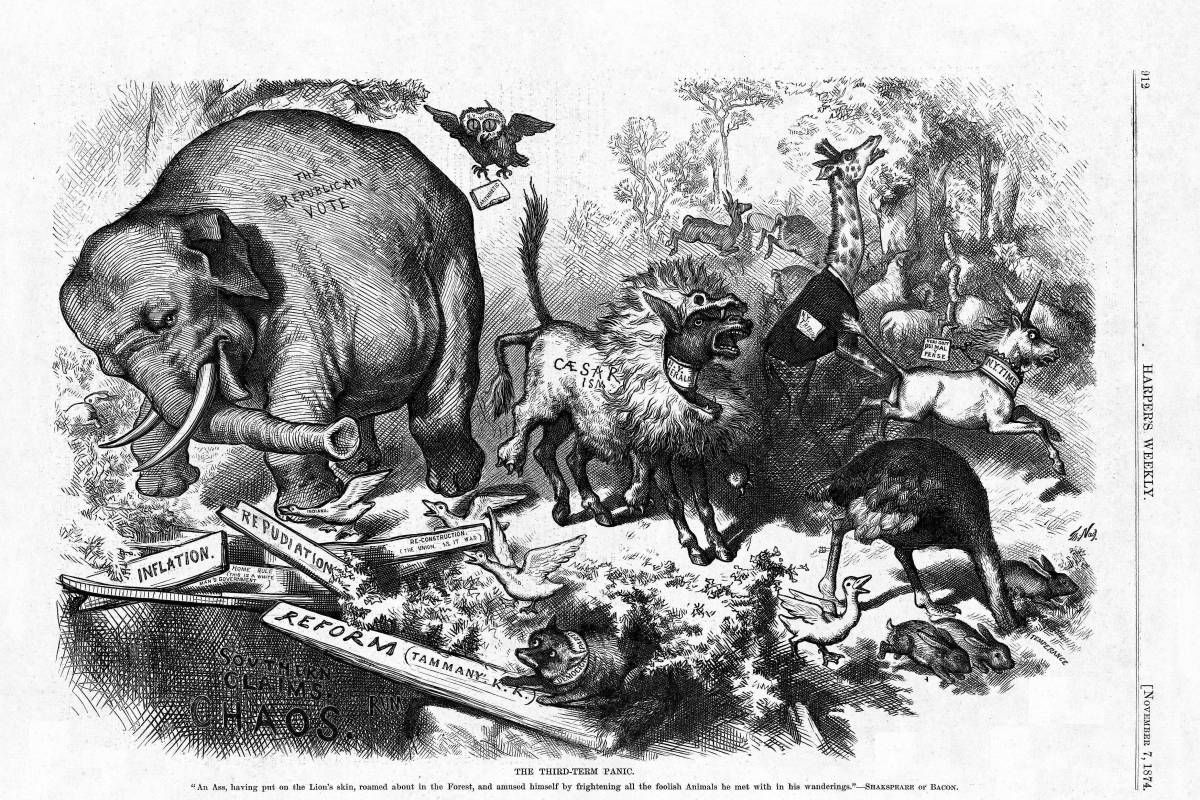
El elefante del Partido Republicano de los Estados Unidos.
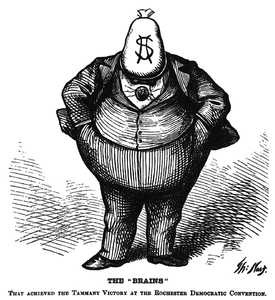
Caricatura de William M. Tweed, “The Boss”.
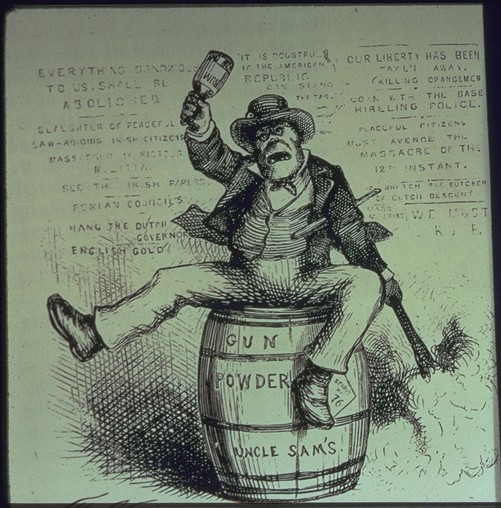
Caricatura de los irlandeses como simios.
La barba del Tío Sam junto a John Tenniel de J. M. Flagg.
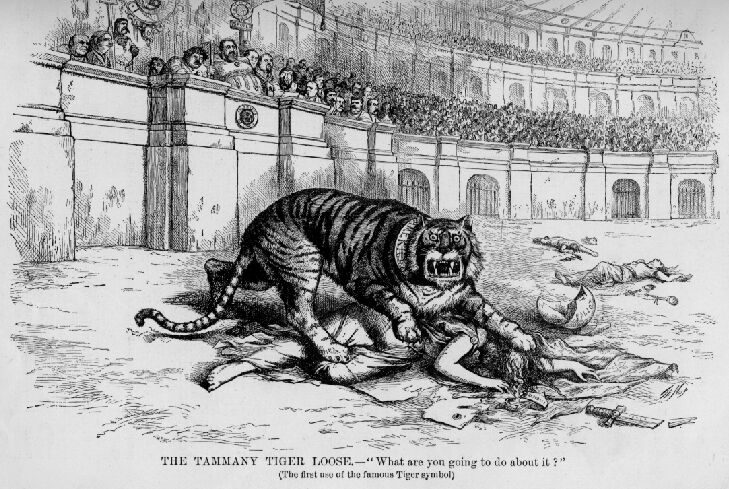
El Tigre de Tammany Hall, pues compara a Tammany Hall como un feroz tigre que mata a la democracia.
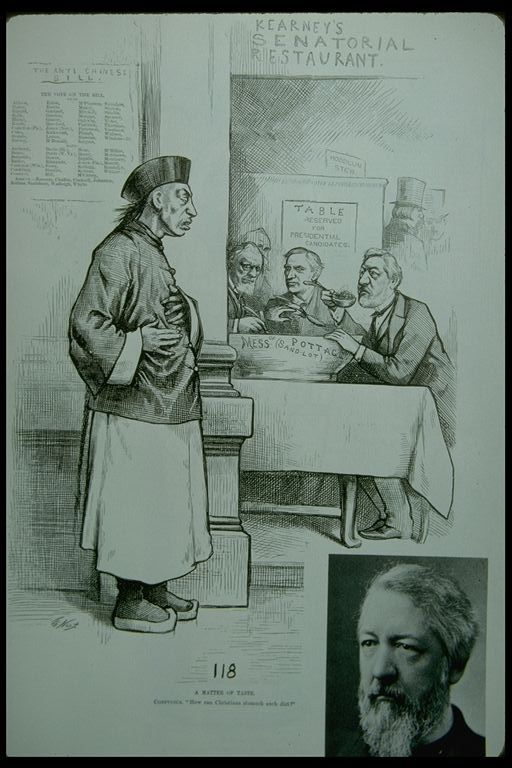
Inmigrante chino expresa su desaprobación del Senador James G. Blaine por su apoyo a la Ley de Exclusión China.
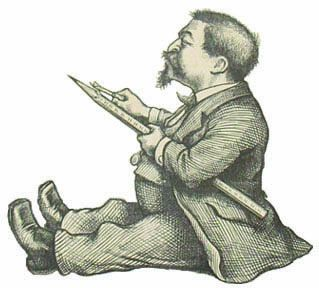
Autorretrato de Nast.